# 必殺からくり人・血風編
『必殺からくり人・血風編』（ひっさつからくりにん・けっぷうへん）は1976年10月29日から1977年1月14日まで、NETテレビ（現・テレビ朝日）系で毎週金曜日22:00 - 22:54に放送された、朝日放送と松竹（京都映画撮影所、現・松竹撮影所）共同製作のテレビ時代劇。全11話。主演は山﨑努。
必殺シリーズの第9作、『必殺からくり人』シリーズの第2作である。

## 概要
本作は、前作『必殺からくり人』の後に製作される予定だった『新・必殺仕置人』が、中村せん役の菅井きんとの交渉難航により遅延。さらに、中村主水役の藤田まことも『必殺仕置屋稼業』『必殺仕業人』と二作続けて登板したにもかかわらず、本編のクレジットタイトルでは『必殺仕置人』『暗闇仕留人』と同様に最後（トメ）に回されたことに抗議し、『新・仕置人』でもトメに回されるなら、必殺シリーズの降板を辞さぬ構えを見せていた。制作スタッフが折れる形で、藤田の名前をキャスト ロールで先頭に記載し、主水を主人公とした。
このことにより「新・仕置人」の製作の遅れが確定したため、急遽本作が作成されることとなったが、こちらも充分な準備期間が確保できず楽曲は旧作からの流用となり新曲は作成されていない。主題歌も前作の「負け犬の唄」の２番を同じ背景で流した。
山崎努の出演スケジュールを一年分確保している関係で、山崎を中心とした別作品の企画を立て、制作を開始した。山崎努が本作と次作『新・仕置人』に連続出演しているのは、このためである。
幕末、官軍が江戸へ侵攻しようとする寸前の時期で、テレビ シリーズでは「現代」に最も近い時代が舞台となっている。オープニング映像は画面上半分に「からくり人」メンバー全員が写ったモノクロ写真と下半分には赤い墨で「命」と書く場面の映像が使用された。

## あらすじ
薩長の官軍が倒幕のために攻め入ろうとしている、幕末の江戸が舞台。表向きは品川の旅籠を営む、白浜屋おりくが率いる直次郎、新之介、おいねたちと、彼らに命を救われた自らを土左ヱ門と名乗る男を加えた「からくり人」たちが、世の中の犠牲にされた弱い者たちの恨みを晴らしていく。
タイトルに「からくり人」の名を冠してはいるが、前作『必殺からくり人』とのキャラクター、設定との関連性は無い。

## 登場人物

### からくり人
- 土左ヱ門（土佐ヱ門） - 山﨑努

薩摩藩の密偵で、表の顔を隠すための隠れ蓑として、からくり人に加入する。普段は白浜屋の下働きとして、雑用などを行う。
性格は武士らしくなく、ざっくばらんでサバサバしている。「土左ヱ門」という名前は仮の名前。本名は不詳で、薩摩の人間からも名前を呼ばれたことはない。榎本武揚の暗殺任務を実行しようとしたが、未遂に終わっている（第2話）。
非情さを要求される密偵という立場ながら官軍の専横ぶりに義憤を抱くなど、人間としての義侠心は強い。
- 直次郎 - 浜畑賢吉

表の顔は玉転がし（女衒の一種）。捨て子だった彼を拾って育てたのは女郎だったため、女郎には優しいが反面、その仲間の女郎から性的虐待を受けたために女嫌いでもある（第2話）。
最終話で、土左ヱ門への反発や表稼業が立ち行かなくなった事で、かつての友人・仙吉の甘言に乗せられた結果罠に陥り裏稼業が発覚。土左ヱ門との決着の前に身の潔白を証明しようと仙吉と対峙した際に、通じていた捕方達と大乱闘になり深手を負いおりく宛ての遺書を残しつつ息絶える。
遺書にはおりくに対して、密かに想いを寄せていた事が書かれており、その思いを知った土左ヱ門は彼の亡骸をおりくの着物に包み、川に葬った。
- 新之介 - ピーター

表の顔は寺の小姓で、女の様な美貌を持つ。素顔は河内弁で啖呵を切る、男っぽい性格。持ち前の美貌で悪人をおびき出すなどもしている。第7話でおいねに想いを寄せていた事が判明するが、おいねは他の男に身請けされて白浜屋を離れたため想いを伝える事はなかった。
最終話で、直次郎の死をきっかけにからくり人は解散する事になるが、新之介は解散後も土左ヱ門と共に行動をしたいと申し出るも、土左ヱ門から「俺と一緒にいたら地獄に落ちるぞ」と諭されて別々の道を歩む事をすすめられる。
- おいね - 吉田日出子[4]

おりくが営む、旅籠「白浜屋」の従業員。
第7話で身請けされ、貯めた金を持って、白浜屋を出ていくが身請けした男が悪人で、男がからくり人に仕置された後は消息不明となる。
- おりく - 草笛光子[5]

表の顔は旅籠「白濱屋」の女将。からくり人の元締で、先代が急死した事により、元締を継承した。佐久洋三とは元許嫁（第5話）。

### その他
- 芳太郎 - 柳沢真一（現・柳澤愼一）[6]
- おまき - 木島幸[7]
- おまん - 西川ひかる[6]
- おたね - 小林トシ江[8]
- 長吉 - 黛康太郎[9]
- 女郎 - 河野ひとみ[10]、岡田恵子[11]
- 熊谷隊長 - 桑山正一[12]

### ゲスト
第1話 「魔窟に潜む紅い風」
- お国 - 宮本信子
- 伝八 - 田口計
- 脇坂鉄之助 - 原口剛
- 諸岡歳三 - 上野山功一
- 山県専之介 - 大林丈史
- 善造 - 石浜祐次郎
- 矢島源十郎 - 下元年世
- 浅次 - 山本弘
- 和楽 - 希音屋社中
- 講釈師 - 天の夕づる
- 講元 - 北見唯一
- 中年の男 - 伊波一夫
- きみ - 亀谷幸代
- 女郎 - 河野ひとみ
- 女郎 - 岡田恵子

第2話 「非道にたてつく紅い刃」
- お梅 - 浅香光代
- おまん - 西川ひかる
- おさわ - 有吉ひとみ
- 浪士組 藤木 - 浜田晃
- 山下 - 湯沢勉
- 浪士組 稲垣 - 五味龍太郎
- 定七 - 寺下貞信
- 密偵 黒田 - 田中弘史
- 山垣 - 柳原久仁夫
- お時 - 小柳圭子
- 瓦版屋 - 千代田進一
- 親父 - 乃木年雄
- 娘 - 福村豊子
- 兵士 - 花岡秀樹
- 兵士 - 滝譲二

第3話 「怒りが火を噴く紅い銃口」
- 伊勢長兵衛 - 日下武史
- 源三 - 江幡高志
- 吉次 - 麦圭介
- 密偵 - 出水憲司
- 利吉 - 川崎裕之
- 利吉の女房 - 三笠敬子
- 幸吉の女房 - 井上明子
- お春 - 丘夏子
- 五兵衛 - 横堀秀勝
- 幸吉 - 平井靖
- 子分 - 美鷹健児
- 兵士 - 鈴木義章
- 兵士 - 加藤正記 - 河野ひとみ
- 女郎 - 岡田恵子

第4話 「大奥の天下に挑む紅い声」
- 染井 - 中原早苗
- おこと - 横山リエ
- 弥七 - 松山照夫
- 勘八 - 阿藤海
- 井筒屋 - 岩田直二
- 和尚 - 天王寺虎之助
- 影 - 唐沢民賢
- 影 - 渡辺憲吾
- 影 - 東悦次
- おそで - 宮本幸子
- およし - 中塚和代
- 相良 - 宇佐美千絵
- 役人 - 伊波一夫
- 女郎 - 河野ひとみ
- 女郎 - 岡田恵子
- 優男 - 西野栄親
- 女達 - 原口真理子
- 女達 - 小中久留美

第5話 「死へ走る兄弟の紅い情念」
- 佐久紺次郎 - 中島久之
- 佐久洋三 - 中野誠也
- ニューストン - サミュエル・スピテリ
- リーガン - デラルト・ニルソン
- お香 - 大崎紀子
- お花 - 寺元節子
- 神官 - 市川男女之助
- 町田屋 - 伊東亮英
- 東田 - 暁伸太郎
- 二宮 - 東悦次
- 田原屋 - 沖時男
- 非人 - 平井靖
- 非人 - 扇田喜久一
- 女将 - 小林泉
- 役人 - 伊波一夫
- 役人 - 丸尾好広
- 高官 - 春日信夫

第6話 「悲恋を葬る紅い涙」
- 蛙の彦六 - 春風亭柳朝
- お栄 - 鮎川いづみ
- 宇佐美源四郎 - 剣持伴紀
- 清吉 - 島米八
- 金井 - 平沢彰
- 塩沢 - 浜伸二
- 土田 - 宮川珠季
- 女将 - 近江輝子
- 客 - 森秀人
- 客 - 乃木年雄
- 客 - 鈴木金哉
- 客 - 藤川準
- 近江屋 - 菊野昌代志
- 傭兵 - 松尾勝人

第7話 「恨みに棹さす紅い精霊舟」
- 精霊村源二郎 - 樋浦勉
- 楫取吾兵衛 - 浜村純
- 密偵 - 牧冬吉
- 三崎屋忠兵衛 - 松岡与志雄
- 喜三次 - 伴勇太郎
- 三崎屋長太郎 - 松本龍幸
- 船頭 - 伊波一夫
- 仁介 - 野上哲也
- 米人 ヘイズ - ライナ・ゲスマン
- 八蔵 - 野崎善彦
- 供侍 - 大村茂樹
- 供侍 - 萩原郁三
- 供侍 - 平井靖
- おさわ - 太田優子
- みよ - 末永直美
- 女郎 - 倉谷礼子
- 役人 - 丸尾好広
- 役人 - 横堀秀勝
- 役人 - 西野栄親

第8話 「帰らぬ愛に泣く紅い旅」
- 縫 - 高杉早苗
- おはつ - 大谷直子
- 浄吉 - 綿引洪
- 左近 - 富川徹夫
- 本間 - 浜田雄史
- 大岡 - 出水憲司
- かね - 松田春子
- およね - 三笠敬子
- 太子屋の客 - 笹吾朗
- 長屋の女 - 三星東美
- 益満休之助 - 扇田喜久一
- 山岡徹太郎 - 丸尾好広
- 隊長 - 伊波一夫
- やくざ - 鈴木義章
- やくざ - 東悦次
- やくざ - 日下弥一

第9話 「小判が眼をむく紅い闇」
- 儀兵衛 - 菅貫太郎
- おさよ - 八城夏子
- 武 - 石山律雄
- 伊助 - 唐沢民賢
- 源田 - 千葉敏郎
- 加代 - 池田幸路
- 善右衛門 - 柳川清
- 作造 - 下元年世
- 浅井 - 宮川珠季
- 船岡 - 美樹博
- 米山 - 玉生司郎
- 枕探しの被害に遭った男 - 芝本正
- 女将 - 佐名手ひさ子
- 中山伝八郎 - 井上茂
- 次平 - 松尾勝人
- 八兵衛 - 平井靖
- 鳶 - 鈴木義章
- 女 - 岡田恵子
- 女 - 河野ひとみ
- 影 - 広田和彦
- 影 - 美鷹健児

第10話 「とらぬ狸の紅い舌」
- およし - 江夏夕子
- 塚原兵衛 - 青木義朗
- 栄吉 - 平泉征
- 源太 - 高峰圭二
- 釜屋 - 西山嘉孝
- 六兵衛 - 武周暢
- 百虫屋 - 永野達雄
- 和泉屋 - 石浜祐次郎
- 伊豆屋 - 松田明
- 古着屋 - 藤尾純
- 住職 - 市川男女之助
- おかね - 井上明子
- 使いの男 - 花岡秀樹
- 男 - 滝譲二
- 奉行 - 丸尾好広

第11話 「夜明けに散った紅い命」
- 仙吉 - 木村元
- 田所左内 - 五味龍太郎
- 徳松 - 小林芳宏
- お豊 - 山口朱美
- お松 - 島村昌子
- 北川半蔵 - 暁新太郎
- 加藤小平次 - 加茂雅幹
- 男 - 赤井圭昌
- 男 - 松本龍幸
- 男 - 伊波一夫
- 町人 - 菊野昌代志
- 町人 - 大杉潤
- 浪人 - 東悦次
- 浪人 - 横堀秀勝
- 女中 - 岡田恵子
- 女中 - 原口真理子
- 女中 - 小中久留美
- 写真屋 - 春日信夫
- 兵士 - 丸尾好広
- 兵士 - 鈴木義章
- 兵士 - 広田和彦
- 兵士 - 西野栄親
- 的場惣十郎 - 新田昌玄

## 殺し技
土左ヱ門（土佐ヱ門）
拳銃とライフル銃（ウィンチェスターライフル）を主に使い、悪人の息の音が止まるまで顔色一つ変えずに撃ち殺す。匕首を使い、悪人の急所を突き刺す。
専門の殺し屋ではないためか、通常の必殺シリーズの殺し屋の様な決まった道具や殺し方に、こだわりを持たない。
直次郎
悪人の首を足の親指と人差し指で挟みながら喉笛を砕く。足の親指を喉笛に突き刺し、悪人の息の根を止める、自身の足で悪人を蹴るなどして仕留める、悪人を脚力で投げ飛ばし、脳天から落として首を折るなどのバリエーションが多い。
足の指を曲げる際に関節を鳴らす効果音が鳴る。
新之介
口に含んだ針を飛ばして、悪人の首筋に浅く突き刺し、突き刺した針を指で深く押し込み、とどめを刺す。
おいね
鎌を使うが、殺しの描写は劇中では一切 無かった。
おりくは元締だが、（この時点での）歴代の元締では殺しはせず、メンバーの見届け役に徹していた。

## スタッフ
- 制作 - 山内久司、仲川利久（朝日放送）、櫻井洋三（松竹）
- 脚本 - 村尾昭、安倍徹郎、神代辰巳、保利吉紀、中村勝行、大和屋竺、播磨幸治、貞永方久、水原秋人、工藤栄一
- 音楽 - 平尾昌晃(編曲 - 竜崎孝路)
- ナレーター

オープニング、劇中 - 芥川隆行
次回予告 - 野島一郎
オープニング作 - 早坂暁
- 監督 - 蔵原惟繕、工藤栄一、貞永方久、渡邊祐介、松野宏軌
- 制作協力 - 京都映画撮影所（現・松竹撮影所）
- 制作 - 朝日放送、松竹

## 主題歌
- 川谷拓三「負犬の唄」[14]（キャニオンレコード（現・ポニーキャニオン））
作詞：荒木一郎、作曲：平尾昌晃、編曲：竜崎孝路
歌は前作に引き続き使用されているが、本作では2番が流れている。

## 放送日程
- 強調部は、サブタイトルのフォーマット。サブタイトル画面上では強調分が紅色で表示される。

| 話数   | 放送日         | サブタイトル           | 脚本              | 監督     |
| ------ | -------------- | ---------------------- | ----------------- | -------- |
| 第1話  | 1976年10月29日 | 魔窟に潜む紅い風       | 村尾昭            | 蔵原惟繕 |
| 第2話  | 11月05日       | 非道にたてつく紅い刃   | 安倍徹郎          | 工藤栄一 |
| 第3話  | 11月12日       | 怒りが火を噴く紅い銃口 | 神代辰巳          | 工藤栄一 |
| 第4話  | 11月19日       | 大奥の天下に挑む紅い声 | 保利吉紀          | 貞永方久 |
| 第5話  | 11月26日       | 死へ走る兄弟の紅い情念 | 神代辰巳          | 蔵原惟繕 |
| 第6話  | 12月03日       | 悲恋を葬る紅い涙       | 中村勝行          | 渡邊祐介 |
| 第7話  | 12月10日       | 恨みに棹さす紅い精霊舟 | 大和屋竺          | 蔵原惟繕 |
| 第8話  | 12月17日       | 帰らぬ愛に泣く紅い旅   | 安倍徹郎          | 貞永方久 |
| 第9話  | 12月24日       | 小判が眼をむく紅い闇   | 播磨幸治 貞永方久 | 松野宏軌 |
| 第10話 | 1977年01月07日 | とらぬ狸の紅い舌       | 水原明人          | 松野宏軌 |
| 第11話 | 1月14日        | 夜明けに散った紅い命   | 工藤栄一          | 松野宏軌 |

## ネット局
系列は放送当時のもの。
| 放送対象地域   | 放送局           | 系列                                        | 備考                                          |
| -------------- | ---------------- | ------------------------------------------- | --------------------------------------------- |
| 近畿広域圏     | 朝日放送         | NETテレビ系列                               | 制作局                                        |
| 関東広域圏     | NETテレビ        | NETテレビ系列                               | 現・テレビ朝日                                |
| 北海道         | 北海道テレビ     | NETテレビ系列                               |                                               |
| 青森県         | 青森テレビ       | TBS系列                                     |                                               |
| 岩手県         | 岩手放送         | TBS系列                                     | 現・IBC岩手放送                               |
| 宮城県         | 東日本放送       | NETテレビ系列                               |                                               |
| 秋田県         | 秋田テレビ       | フジテレビ系列                              |                                               |
| 山形県         | 山形放送         | 日本テレビ系列                              |                                               |
| 福島県         | 福島テレビ       | TBS系列 フジテレビ系列                      |                                               |
| 新潟県         | 新潟総合テレビ   | フジテレビ系列 日本テレビ系列 NETテレビ系列 | 現・NST新潟総合テレビ                         |
| 長野県         | 長野放送         | フジテレビ系列                              |                                               |
| 山梨県         | テレビ山梨       | TBS系列                                     |                                               |
| 富山県         | 富山テレビ       | フジテレビ系列                              |                                               |
| 石川県         | 北陸放送         | TBS系列                                     |                                               |
| 福井県         | 福井テレビ       | フジテレビ系列                              |                                               |
| 静岡県         | 静岡放送         | TBS系列                                     |                                               |
| 中京広域圏     | 名古屋テレビ     | NETテレビ系列                               |                                               |
| 鳥取県・島根県 | 山陰放送         | TBS系列                                     |                                               |
| 岡山県         | テレビ岡山       | フジテレビ系列 NETテレビ系列                | 現・岡山放送 当時の放送免許エリアは岡山県のみ |
| 広島県         | 広島ホームテレビ | NETテレビ系列                               |                                               |
| 山口県         | テレビ山口       | TBS系列 フジテレビ系列 NETテレビ系列        |                                               |
| 徳島県         | 四国放送         | 日本テレビ系列                              |                                               |
| 香川県         | 瀬戸内海放送     | NETテレビ系列                               | 当時の放送免許エリアは香川県のみ              |
| 愛媛県         | 南海放送         | 日本テレビ系列                              |                                               |
| 高知県         | テレビ高知       | TBS系列                                     |                                               |
| 福岡県         | 九州朝日放送     | NETテレビ系列                               |                                               |
| 長崎県         | 長崎放送         | TBS系列                                     |                                               |
| 熊本県         | 熊本放送         | TBS系列                                     |                                               |
| 大分県         | 大分放送         | TBS系列                                     |                                               |
| 宮崎県         | 宮崎放送         | TBS系列                                     |                                               |
| 鹿児島県       | 南日本放送       | TBS系列                                     |                                               |
| 沖縄県         | 琉球放送         | TBS系列                                     |                                               |

## 前後番組
| NET系 金曜22時台（当時は朝日放送の制作枠）        | NET系 金曜22時台（当時は朝日放送の制作枠）                | NET系 金曜22時台（当時は朝日放送の制作枠）       |
| 前番組                                            | 番組名                                                    | 次番組                                           |
| ------------------------------------------------- | --------------------------------------------------------- | ------------------------------------------------ |
| 必殺からくり人 （1976年7月30日 - 1976年10月22日） | 必殺からくり人・血風編 （1976年10月29日 - 1977年1月14日） | 新・必殺仕置人 （1977年1月21日 - 1977年11月4日） |